# Opel Mokka B
Pour les articles homonymes, voir Opel Mokka.
Le Mokka B est un crossover urbain produit par le constructeur automobile allemand Opel à partir de 2021. Il remplace la première génération de Mokka, devenue Mokka X lors de son restylage, et produite de 2013 à 2019.

## Présentation
L'Opel Mokka B est dévoilé en images le 24 juin 2020. Il est le premier modèle de la marque à recevoir la nouvelle calandre noire monolithique « Vizor » dévoilée sur le concept car Opel GT X Experimental. Seule la version électrique est présentée à cette date.
L'Opel Mokka est présenté en détail officiellement, avec ses motorisations thermiques, le 22 septembre 2020.
La production en série en lancée en janvier 2021.
Le Mokka est équipée d'une banquette fixe fractionnable 2/3-1/3 et d'un plancher de coffre modulable.

Opel Mokka B
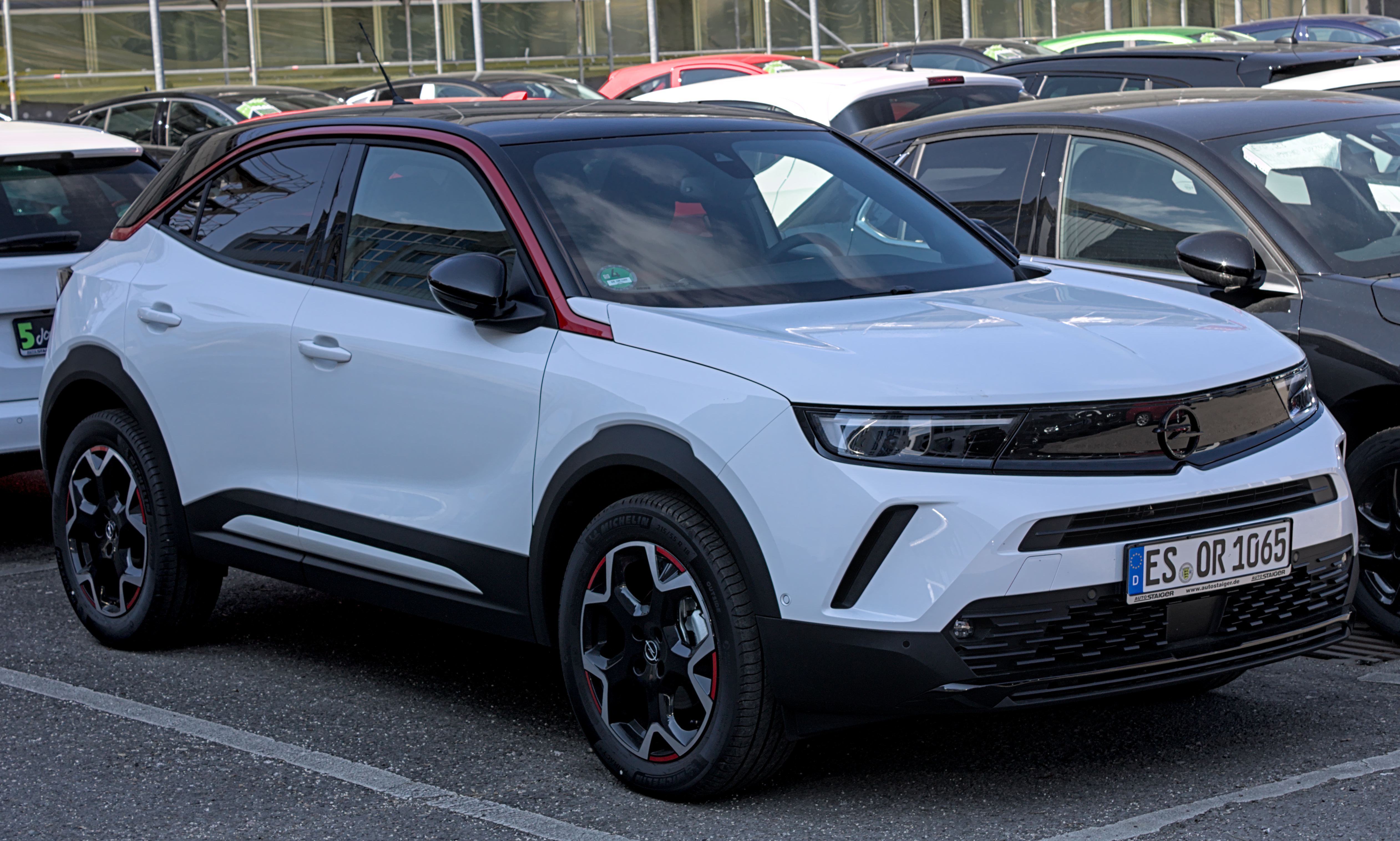
Vue de l'avant (finition GS Line)
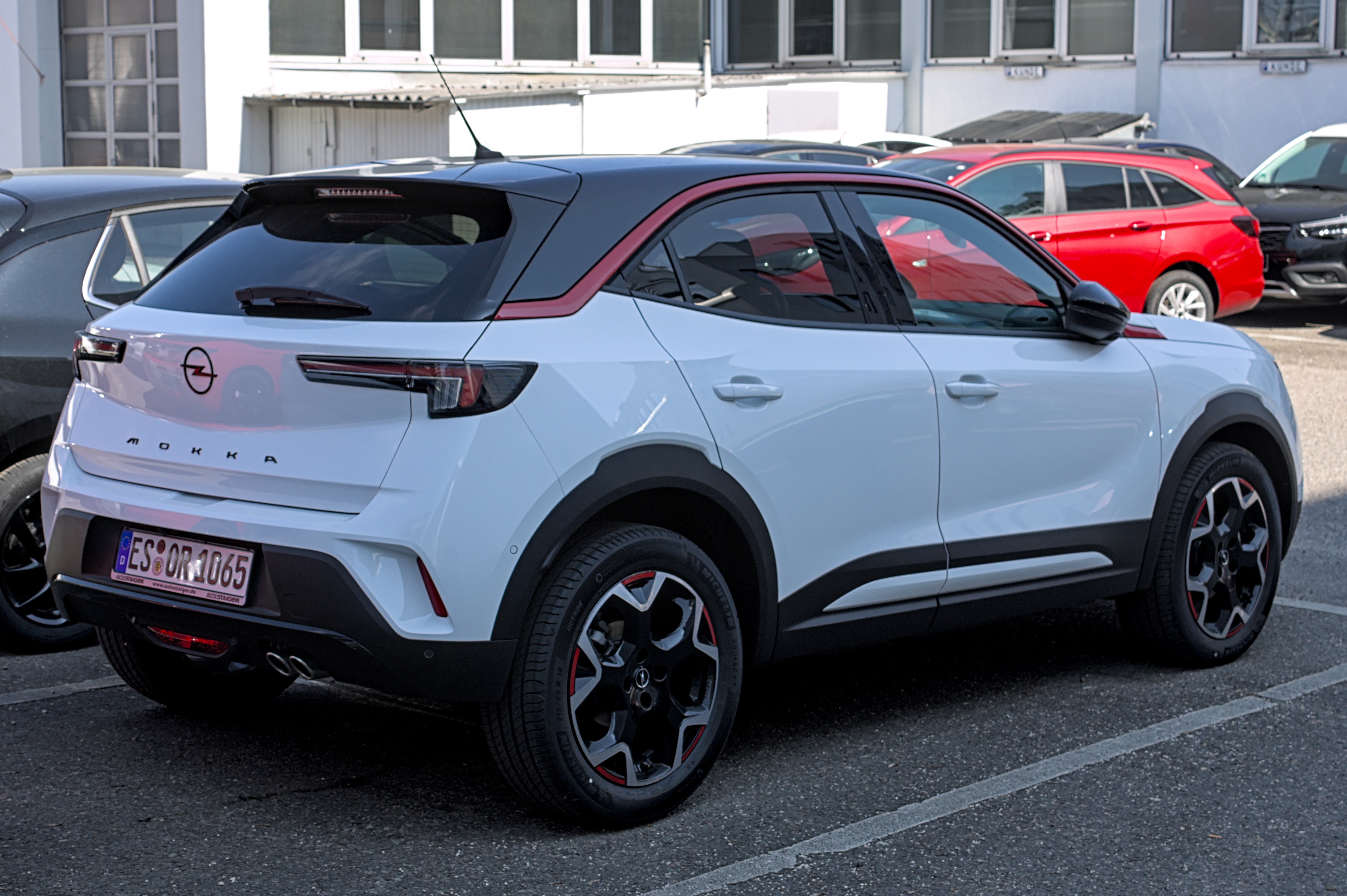
Vue de l'arrière (finition GS Line)
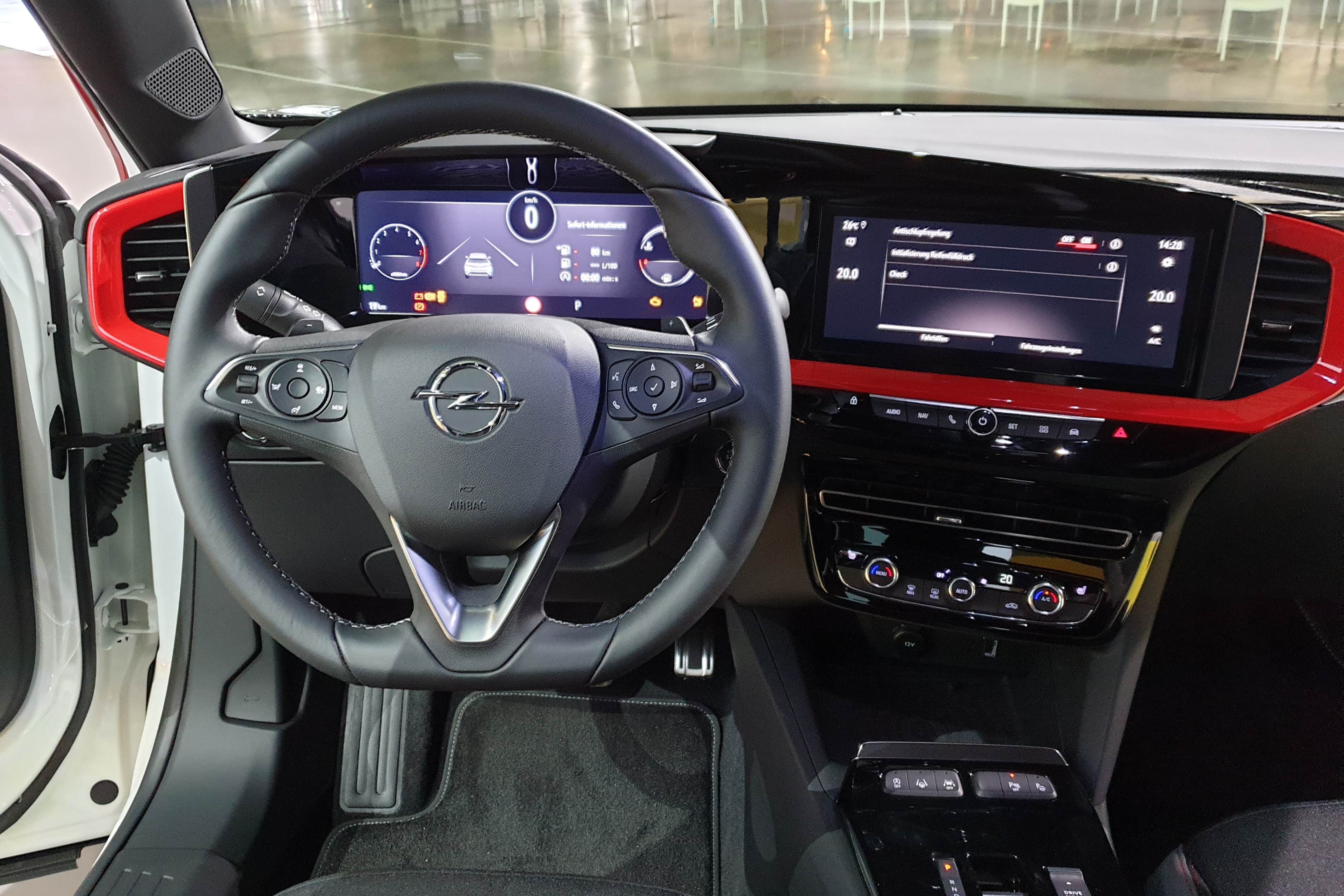
Intérieur

### Phase 2
La version restylée de l'Opel Mokka est présentée le 23 octobre 2024.

### Design
Le Mokka revoit complètement son style extérieur et intérieur, et annonce le nouveau design des Opel. Le Mokka est le second modèle né sur une base du groupe PSA après la Corsa F, mais le premier à adopter les nouveaux codes stylistiques de la marque au Blitz, à savoir le bandeau entre les blocs optiques baptisé « Vizor » pour l'extérieur et d'un cockpit « Pure Panel » composé de deux écrans numériques allant jusqu'à 12 pouces et orienté vers le conducteur pour l'intérieur.
La finition GS Line se démarque par un toit noir, des jantes alliage tricolores de 17 pouces, une ligne de vitrage rouge et des vitres arrière surteintées. Le capot peut être noir, en option.

### Opel Mokka GSE
En juillet 2025, quelques temps après le restylage, Opel a dévoilé une version sportive de son SUV urbain appelée « Opel Mokka GSE », qui se démarque notamment de la version classique. Il a un moteur électrique de 280 chevaux associé à une batterie de 54 kWh, le logo « GSE » sur les bas de caisse, des sièges baquets avec appuie-tête intégré en alcantara, des disques de freins de plus de 300 mm de diamètre avec des étriers de frein jaune à l’avant, une hauteur abaissée de 10 mm, ainsi que des jantes alliage de 20 pouces.

## Caractéristiques techniques
La seconde génération de Mokka repose sur la plateforme modulaire CMP (Common Modular Platform) du Groupe PSA, à la différence de la première génération qui reposait sur une base technique du constructeur américain General Motors (GM Gamma platform), utilisée notamment par la Chevrolet Trax. Il ne peut donc plus être équipé d'une transmission intégrale.
La Mokka est une très proche cousine des DS 3 Crossback et Peugeot 2008 II dont il reprend la majorité des composants techniques, mais diffère par sa carrosserie et son intérieur spécifiques. Il est disponible uniquement en traction.
Comme le DS 3 Crossback, elle est beaucoup plus compacte que ses concurrentes du segment B. La Mokka B est d'ailleurs beaucoup plus compacte que la première Mokka, qui était à son époque plus spacieuse que la plupart de ses concurrentes.

### Motorisations
| Logo de Opel               | Opel Mokka                     | Opel Mokka                     | Opel Mokka                     | Opel Mokka                         | Opel Mokka |
| Logo de Opel               | 1.2 PureTech                   | 1.2 PureTech                   | 1.2 PureTech                   | 1.5 BlueHDi                        |            |
| -------------------------- | ------------------------------ | ------------------------------ | ------------------------------ | ---------------------------------- | ---------- |
| Moteur                     | 3-cylindres en ligne (type EB) | 3-cylindres en ligne (type EB) | 3-cylindres en ligne (type EB) | 4-cylindres en ligne (type DV/DLD) |            |
| Cylindrée (cm3)            | 1 199                          | 1 199                          | 1 199                          | 1 499                              |            |
| Puissance maximale ch (kW) | 100                            | 130                            | 130                            | 110                                |            |
| au régime de (tr/min)      |                                |                                |                                |                                    |            |
| Couple maximal (N m)       | 205                            | 230                            | 230                            | 250                                |            |
| au régime de (tr/min)      | 1 750                          | 1 750                          | 1 750                          | 1 750                              |            |
| Boîte de vitesses          | BVM6                           | BVM6                           | EAT8                           | BVM6                               |            |
| Transmission               | Traction                       | Traction                       | Traction                       | Traction                           |            |
| Vitesse maximale (km/h)    | 182                            | 202                            |                                |                                    |            |
| 0-100 km/h (s)             | 11                             | 9,2                            |                                |                                    |            |
| Consommation (L/100 km)    | 4,6                            | 4,5 à 4,8                      |                                | 3,8                                |            |
| Émissions de CO2 (g/km)    | 104                            | 103 à 111                      |                                | 100                                |            |

### Mokka électrique
Une version électrique, basée sur la DS 3 Crossback e-tense, est proposée au lancement au quatrième trimestre 2020. Il s'agit d'un ensemble moto-propulseur associant un électromoteur de 100 kW (136 ch) pour un couple de 260 N m à une batterie de 50 kWh lui permettant une autonomie de 310 km.
En décembre 2021, la Mokka-e reçoit des modifications portant son autonomie à 338 km. Opel a pu obtenir ces gains en revoyant le rapport de démultiplication du réducteur, en installant des pneus à très faible résistance classés A+ (sur certaines versions) et en revoyant le logiciel pilotant le chauffage et la climatisation grâce à l'ajout d'un capteur d'hygrométrie.
Initialement nommée Mokka-e, il est renommé Mokka Electric début 2023 avec l'adoption du nouveau bloc électrique Nidec-PSA emotors. La puissance augmente à 115 kW (156 ch) et l'autonomie WLTP atteint les 406 km, gagnant ainsi 20 % et 68 km. La batterie lithium-ion, quant à elle, progresse de 50 à 54 kWh.

Opel Mokka-e
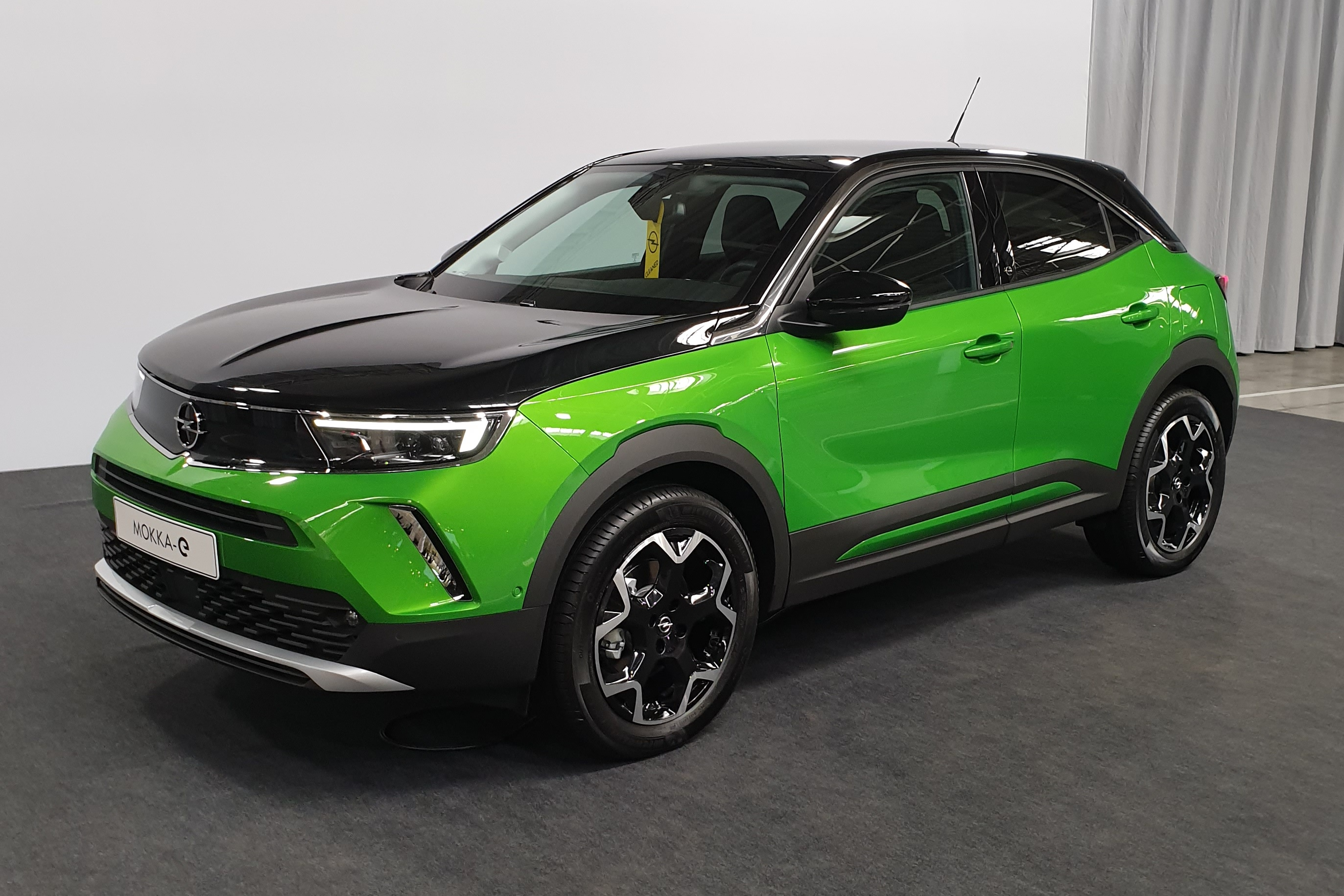
Opel Mokka-e
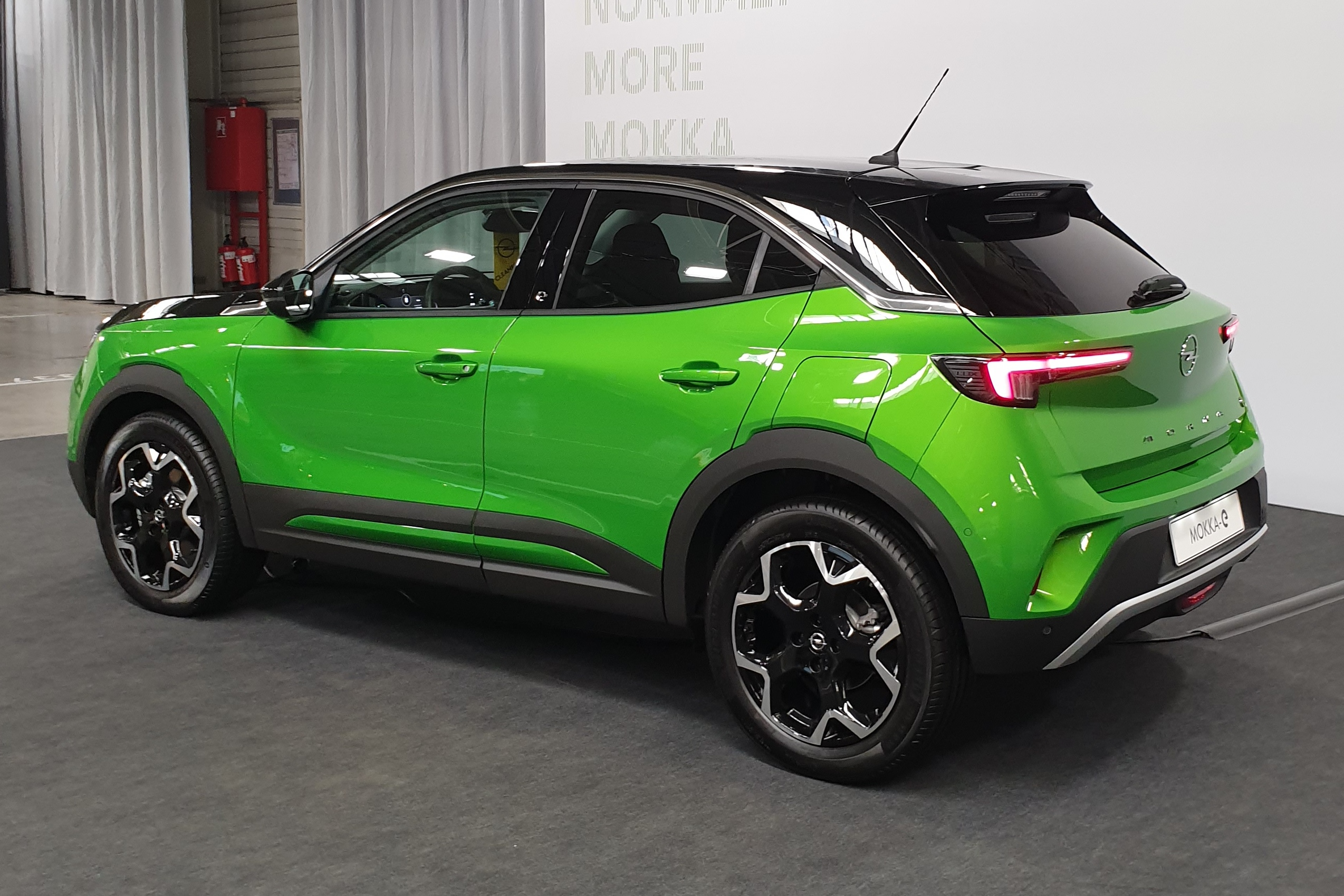
Opel Mokka-e

| Logo de Opel                             | Carcatéristiques techniques    |
| Logo de Opel                             | Opel Mokka-e                   |
| ---------------------------------------- | ------------------------------ |
| Type de moteur                           | Synchrone à aimants permanents |
| Puissance moteur ch (kW)                 | 136 (100)                      |
| au régime de (tr/min)                    |                                |
| Couple maximal (N m)                     | 260                            |
| au régime de (tr/min)                    |                                |
| Transmission                             | Traction                       |
| Vitesse maximale (km/h)                  |                                |
| 0-100 km/h (s)                           |                                |
| Masse à vide (kg)                        |                                |
| Batterie                                 |                                |
| Type                                     | Lithium-ion                    |
| Capacité brute (kWh)                     | 50                             |
| Capacité utile (kWh)                     |                                |
| Autonomie (WLTP) (km)                    | 323                            |
| Consommation en cycle mixte (kWh/100 km) |                                |
| Masse (kg)                               |                                |
| Temps de recharge                        |                                |
| sur une prise Wallbox 3,7 kW (0 à 100 %) | 16 heures                      |
| sur une borne 11 kW (10 à 100 %)         | 5 heures 15                    |
| sur une borne 100 kW (DC) (10 à 80 %)    | 30 minutes                     |

- Opel Mokka-e
- Opel Mokka-e
- Opel Mokka-e

## Finitions
Phase 1
- Edition[16]
  - Régulateur/limiteur de vitesse ;
  - Freinage d'urgence automatique à basse vitesse avec détection piétons ;
  - Aide au maintien dans la file ;
  - Aide au démarrage en côte ;
  - Reconnaissance des panneaux.

- Elegance
  - Caméra de recul panoramique avec aides au stationnement arrière.

- Elegance Business
  - Navigation connectée intégrée.

- GS Line
  - Régulateur de vitesse adaptatif (avec Stop & Go sur BVA) ;
  - Système anticollision à tous niveaux de vitesse[17].

- Ultimate

Phase 2
- Edition
- GS

## Concept car
Le Mokka B est préfiguré par le concept car Opel GT X Experimental dévoilé le 22 août 2018, doté d'une motorisation électrique et d'une batterie au lithium-ion de 50 kWh se rechargeant par induction.
Le concept-car dévoile une nouvelle calandre dénommée « Opel Vizor », annonçant la nouvelle signature visuelle des prochains modèles du constructeur, composée d'une plaque de plexiglas noire avec le logo éclairé au centre.

L'Opel GT X Experimental annonce également la nouvelle disposition des écrans sur la planche de bord du Mokka de série, baptisée Pure Panel et reprise sur les nouveaux modèles du constructeur.

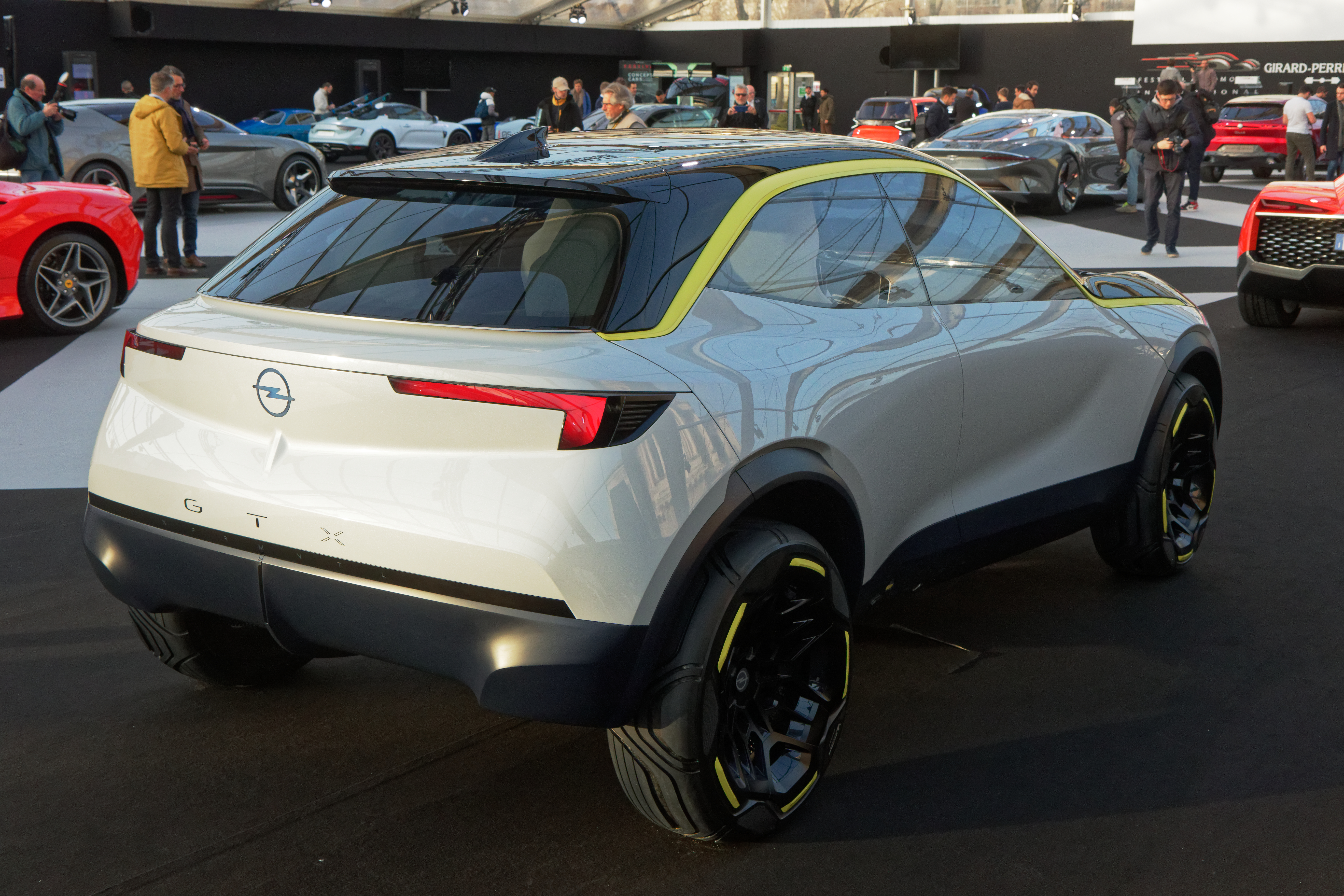
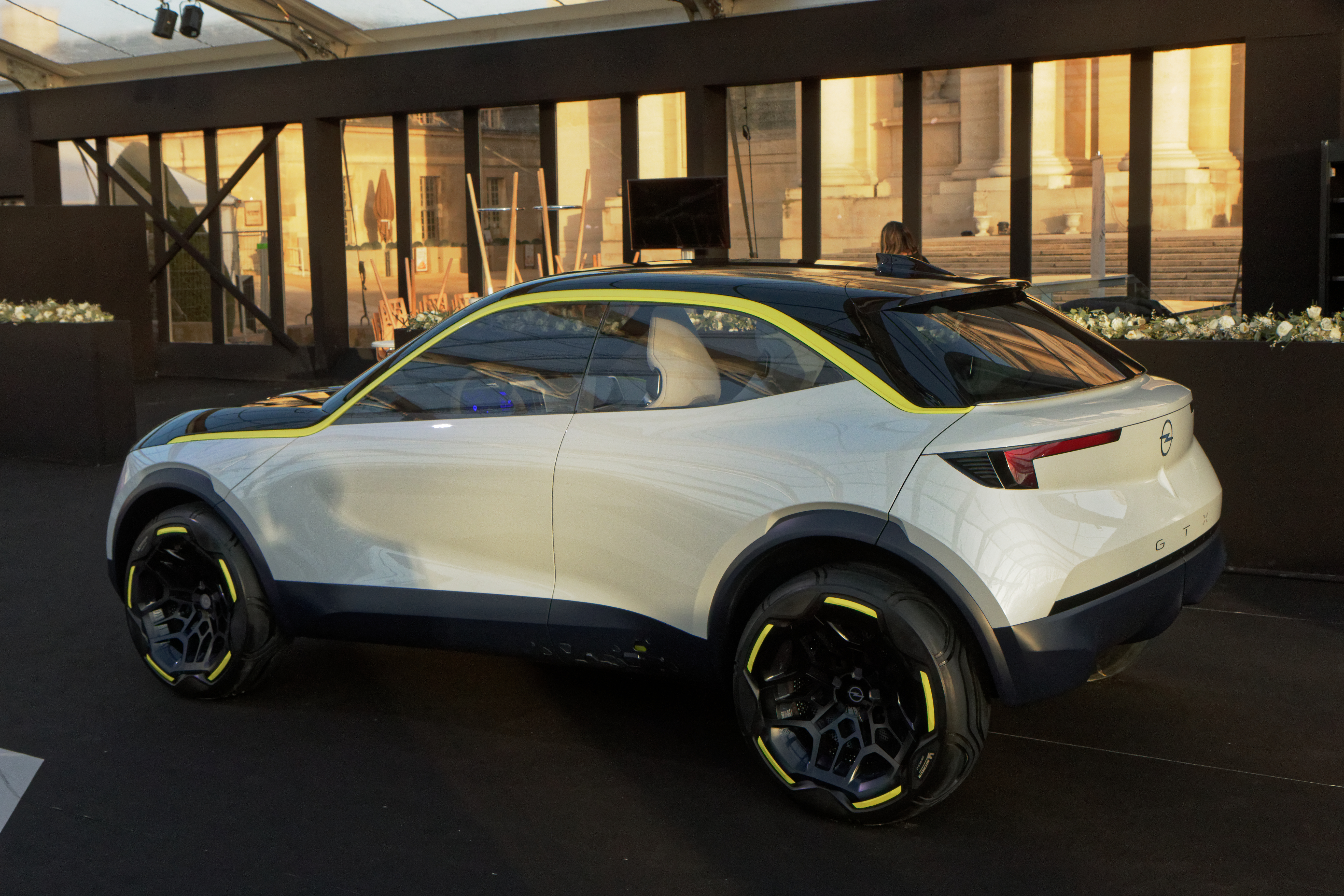

## Ventes
| Année | Production totale |
| ----- | ----------------- |
| 2021  | 82 277            |
| 2022  | 100 937           |
| 2023  | 99 995            |